# Playdia
Playdia (також Playdia QIS) — ігрова консоль з CD-приводом, випущена Bandai в 1994, за стартовою ціною 24800 японських єн (на той час близько 250 доларів). Випускалася тільки в Японії. QIS в назві — скорочення від Quick Interactive System. Консоль була орієнтована на сімейну аудиторію, в основному на маленьких дітей, мала відповідний дизайн і дуже прості ігри. Перші ігри в основному були анімацією з персонажами з відомих аніме — серіалів (Gundam, Sailor Moon, і Dragon Ball) з дуже низькою інтерактивністю, і різні навчальні програми. Консоль виявилася абсолютно неконкурентоспроможною з появою в той час Sony PlayStation і Sega Saturn. Намагаючись підняти продажі системи, щоб відшкодувати витрати на розробку, Bandai випустила серію ігор Idol CD в жанрі хентай, орієнтовану на більш дорослу аудиторію. Однак, це не змогло врятувати систему від остаточного провалу. Точний час припинення виробництва Playdia невідомо, але відомі наразі ігри виходили з 1994 по 1996 роки.

## Технічні характеристики

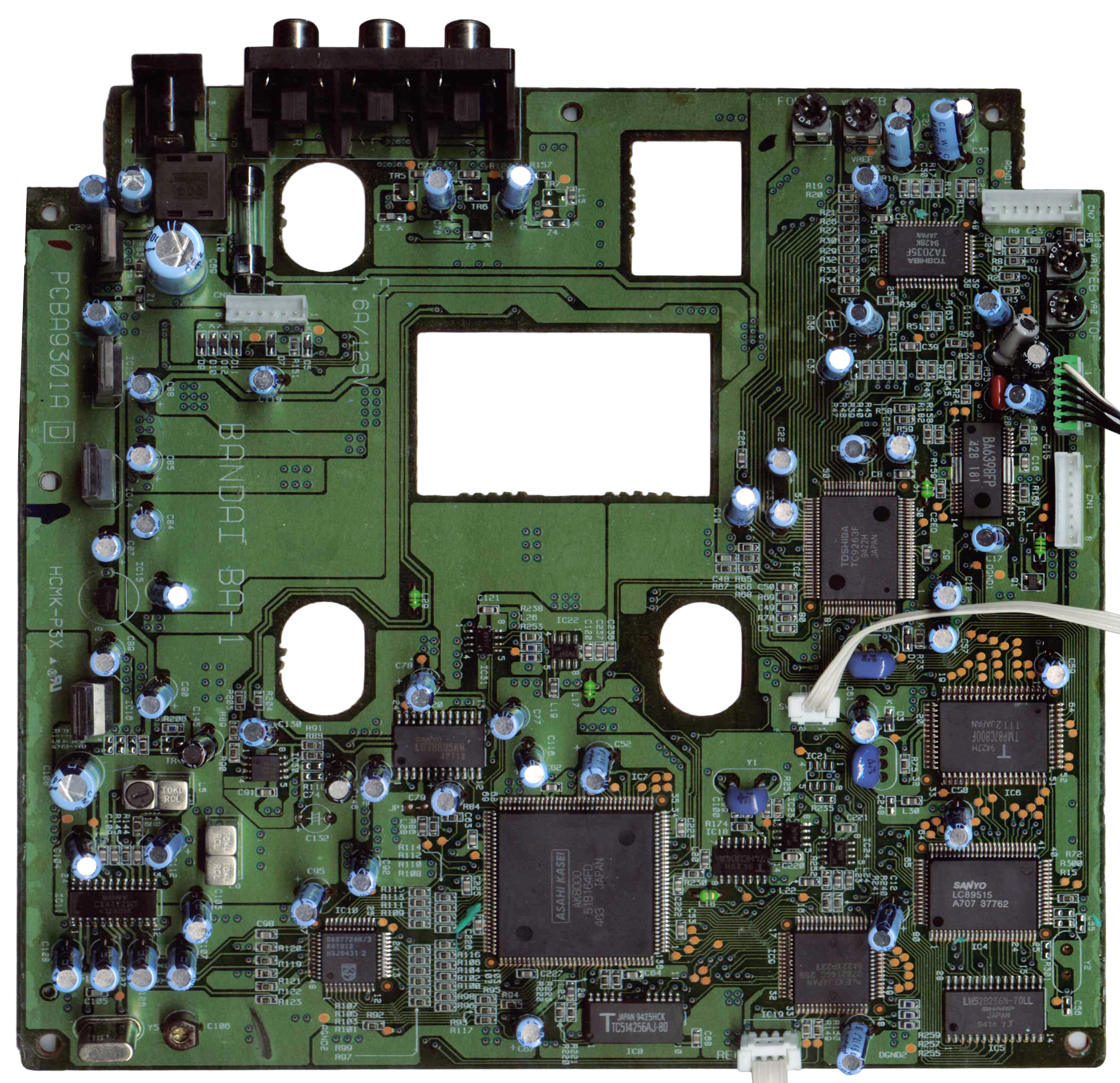
Bandai Playdia Материнська плата.

Інформація отримана з оригінального опису і списку електронних компонентів, що знаходяться на платі консолі.
- Головний процесор: 8-розрядний мікроконтролер Toshiba TMP87C800F (серія TLCS-870) на частоті близько 8 МГц. Містить 8 КБ постійної і 256 байтів оперативної пам'яті
- Допоміжний процесор: 8-розрядний мікроконтролер NEC uPD78214GC (серія 78K / II) на частоті близько 12 МГц. Містить 16 КБ постійної і 512 байтів оперативної пам'яті
- Пам'ять: 32 КБ статичної і 128 КБ динамічної оперативної пам'яті
- Відео/аудіо процесор: Asahi Kasei AK8000 (32-розрядний декодер звуку і зображення)
- Одношвидкісний CD-привід, підтримка 5.25 та 3.5 дюймових дисків (обсяг диска 540 МБ)
- Підтримка Audio CD
- Колір: 24-розрядний, 16 мільйонів кольорів
- Частота кадрів відео: 5[що?] або 10
- Бездротовий інфрачервоний джойстик з двома кнопками, живився від двох батарей AA
- Стереозвук
- Композитний відеовихід

## Повний список ігор для Playdia

### 1994
1. 23/09 — Dragon Ball Z — Shin Saiyajin Zetsumetsu Keikaku Chikyuu Hen — [BAPD-01]
2. 23/09 — Bishoujo Senshi Sailor Moon S — Quiz Taiketsu! Sailor Power Syuuketsu !! — [BAPD-02]
3. 23/09 — SD Gundam Daizukan — [BAPD-03]
4. 28/09 — Ultraman Powered — Kaijuu Gekimetsu Sakusen — [BAPD-04]
5. 28/09 — Hello Kitty — Yume no Kuni Daibouken — [BAPD-05]
6. 25/11 — Aqua Adventure — Blue Lilty — [BAPD-06]
7. 25/11 — Newton museum — Kyouryuu Nendaiki Zen Pen — [BAPD-07]
8. 25/11 — Newton museum — Kyouryuu Nendaiki Kou Hen — [BAPD-08]
9. 08/12 — Shuppatsu! Doubutsu Tankentai — [BAPD-09]
10. 16/12 — Ultra Seven — Chikyuu Bouei Sakusen — [BAPD-10]
11. 16/12 — Dragon Ball Z — Shin Saiyajin Zetsumetsu Keikaku Uchuu Hen — [BAPD-11]

### 1995
1. 24/01 —  Norimono Banzai !! — Kuruma Daishuugou !!  — [BAPD-12]
2. 24/01 —  Norimono Banzai !! — Densha Daishuugou !!  — [BAPD-13]
3. 22/03 —  Ie Naki Ko — Suzu no Sentaku  — [VPRJ-09722]
4. 22/03 —  Gamera — The Time Adventure  — [BAPD-15]
5. 22/06 —  Elements Voice Series vol.1 MIKA KANAI — Wind & Breeze  — [BAPD-18]
6. 22/06 —  Elements Voice Series vol.2 RICA FUKAMI — Private Step  — [BAPD-19]
7. 22/06 —  Elements Voice Series vol.3 AYA HISAKAWA — Forest Sways  — [BAPD-20]
8. 28/07 —  Bishoujo Senshi Sailor Moon SS — Sailor Moon to Hiragana Lesson!  — [BAPD-21]
9. 28/07 —  Ultraman — Hiragana Dai Sakusen  — [BAPD-22]
10. 28/07 —  Ultraman — Alphabet TV e Youkoso  — [BAPD-23]
11. 24/08 —  Bishoujo Senshi Sailor Moon SS — Sailor Moon to Hajimete no Eigo  — [BAPD-24]
12. 24/08 —  Bishoujo Senshi Sailor Moon SS — Youkoso! Sailor Youchien  — [BAPD-25]
13. 24/08 —  Ultraman — Oideyo! Ultra Youchien  — [BAPD-26]
14. 20/10 —  Chougoukin Selections  — [BKPD-01]
15. 16/11 —  Elements Voice Series vol.4 YURI SHIRATORI — Rainbow Harmony  — [BKPD-02]
16. 15/12 — Soreike! Anpanman — Picnic de Obenkyou  — [BAPD-27]

### 1996
1. 22/03 — Ultraman — Suuji de Asobou Ultra Land — [BAPD-28]
2. 22/03 — Ultraman — Ultraman Chinou UP Dai Sakusen — [BAPD-29]
3. 27/03 — Elements Voice Series vol.5 MARIKO KOUDA — Welcome to the Marikotown! — [BKPD-03]
4. 24/04 — Nintama Rantarou — Gun Gun Nobiru Chinou Hen — [BKPD-04]
5. 15/05 — Nintama Rantarou — Hajimete Oboeru Chishiki Hen — [BKPD-05]
6. 26/06 — Gekisou Sentai Carranger — Tatakae! Hiragana Racer — [BKPD-06]

### Не для продажу
1. Yumi to Tokoton Playdia — [BS-003]
2. Go! Go! Ackman Planet — [BS-005]
3. Jamp Gentei Special — 4 Dai Hero Battle Taizen — [BS-006]
4. Bandai Item Collection 70  — [BS-007]
5. Playdia IQ Kids — [BS-009]
6. Kero Kero Keroppi — Uki Uki Party Land — [BS-010]